# Epsilon Phoenicis
Epsilon Phoenicis (ε Phoenicis) é uma estrela na constelação de Phoenix. Tem uma magnitude aparente visual de 3,87, sendo visível a olho nu em locais sem muita poluição luminosa. De acordo com sua paralaxe medida pela sonda Gaia, está a uma distância de 144 anos-luz (44 parsecs) da Terra. Um componente do disco fino da Via Láctea, possui uma velocidade espacial, em relação ao sistema local de repouso, de (U, V, W) = (1, -30, 23) km/s.
Esta estrela é uma gigante de classe K classificada com um tipo espectral de K0III, o que signfica que é uma estrela evoluída que já abandonou a sequência principal. Uma estrela do red clump, está gerando energia pela queima de hélio no núcleo. Seu diâmetro angular foi estimado em 2,26 ± 0,11 milissegundos de arco, o que corresponde a um tamanho físico de 10 vezes o raio solar. Epsilon Phoenicis está irradiando 60 vezes a luminosidade solar de sua atmosfera externa a uma temperatura efetiva de 4 850 K, o que lhe dá a coloração alaranjada típica de estrelas de classe K. Seu conteúdo metálico é similar ao solar.
Com base em uma diferença significativa entre seu movimento próprio nos catálogos Hipparcos e Tycho-2, esta estrela é considerada uma possível binária astrométrica, variando de posição devido a perturbações por uma estrela companheira.